# كوين لورد
كوين لورد (بالإنجليزية: Quinn Lord)‏ (و. 1999  م) هو ممثل أفلام كندي، ولد في فانكوفر.

## وصلات خارجية
- كوين الرب على موقع IMDb (الإنجليزية)
- كوين الرب على موقع قاعدة بيانات الفيلم (الإنجليزية)

- كوين لورد في قاعدة بيانات الأفلام على الإنترنت